# Tutto l'universo obbedisce all'amore
Tutto l'universo obbedisce all'amore è un singolo del cantautore italiano Franco Battiato, pubblicato il 10 ottobre 2008 dalla Universal Music come estratto dall'album di cover Fleurs 2.
Il brano, cantato in duetto con Carmen Consoli, si classificò 91° singolo più venduto del 2008, arrivando 8º come posizione massima. L'unico altro singolo di Battiato ad essere entrato in classifica annuale è un altro duetto: I treni di Tozeur, cantato nel 1984 con Alice.

## Video musicale
Il videoclip, diretto da Alex Infascelli e girato su una moto, venne caricato su YouTube il 12 dicembre 2008.

## Tracce
Testi di Manlio Sgalambro, musiche di Franco Battiato.
1. Tutto l'universo obbedisce all'amore (feat. Carmen Consoli) – 3:28

## Classifiche

### Classifiche settimanali
| Classifica (2008) | Posizione massima |
| ----------------- | ----------------- |
| Italia            | 5                 |